# Suesiones

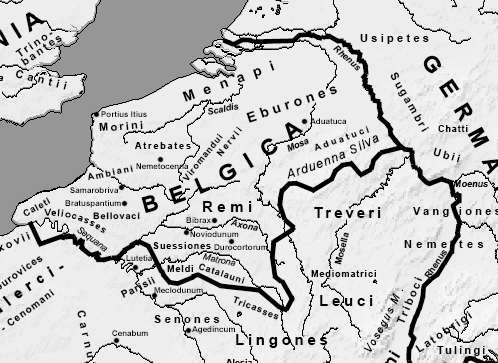
Mapa del lugar donde habitaron los suesiones

Los suesiones o suesones (en latín Suessiones) fueron una tribu de origen belga que habitaron en la región nordeste de la Galia durante el siglo I a. C. Su territorio comprendía el área entre los ríos Oise y Marne. Este pueblo fue conquistado por el general de la República romana Cayo Julio César en el año 57 a. C.
Los escritos de César acerca de la Guerra de las Galias (De Bello Gallico) dicen que en esa época los suesiones estaban gobernados por un hombre llamado Galba. Esta tribu había ostentado, en el auge de su poder, los territorios de la mayor parte de Bélgica y del sur de Britania.
La población que César menciona como su capital, Novioduno (Noviodunum, "Nueva Ciudad"), es probablemente la moderna Soissons.
- Datos: Q1196925
- Multimedia: Suessions / Q1196925